# IBM 701

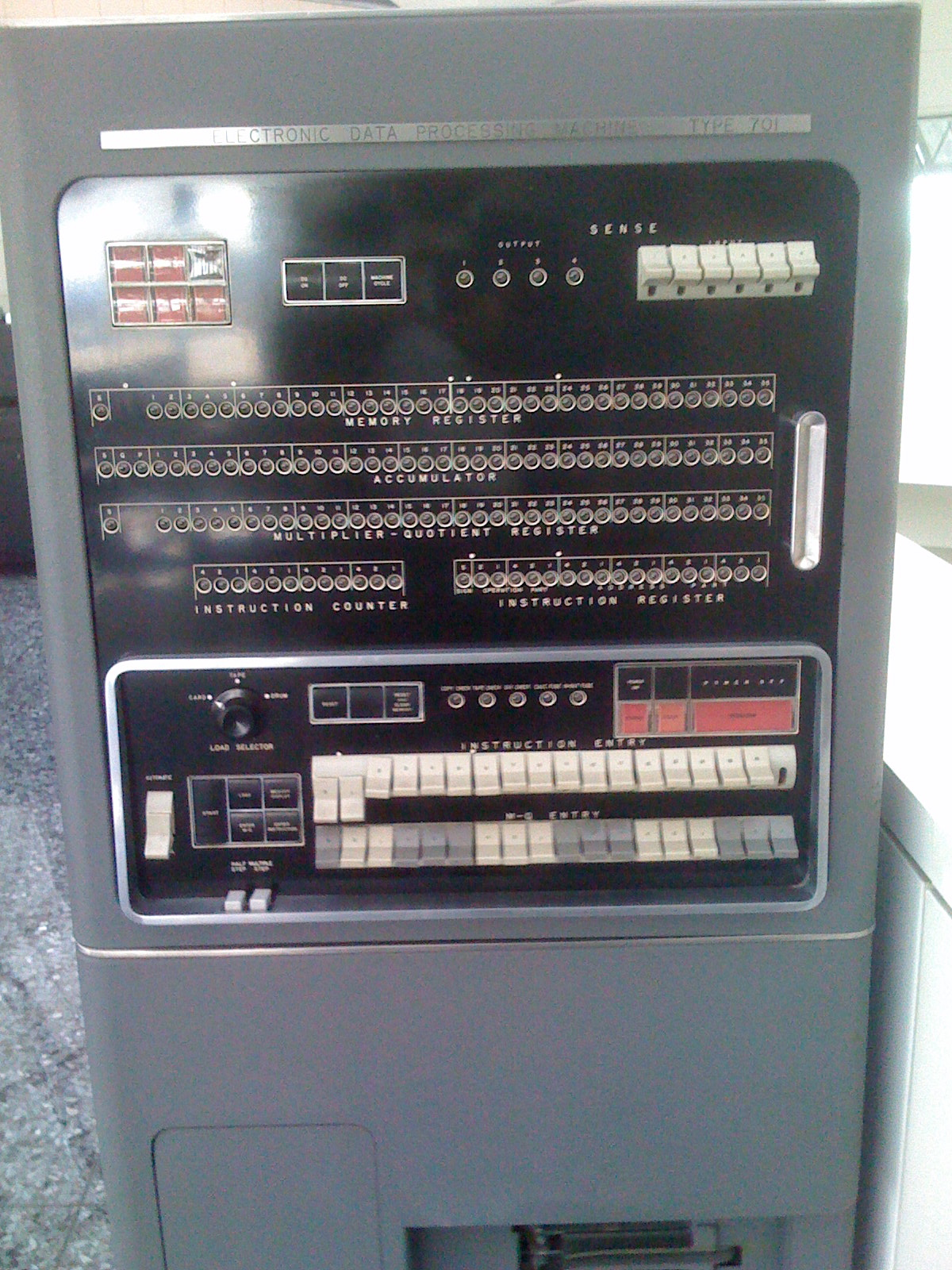
Konsola operatora

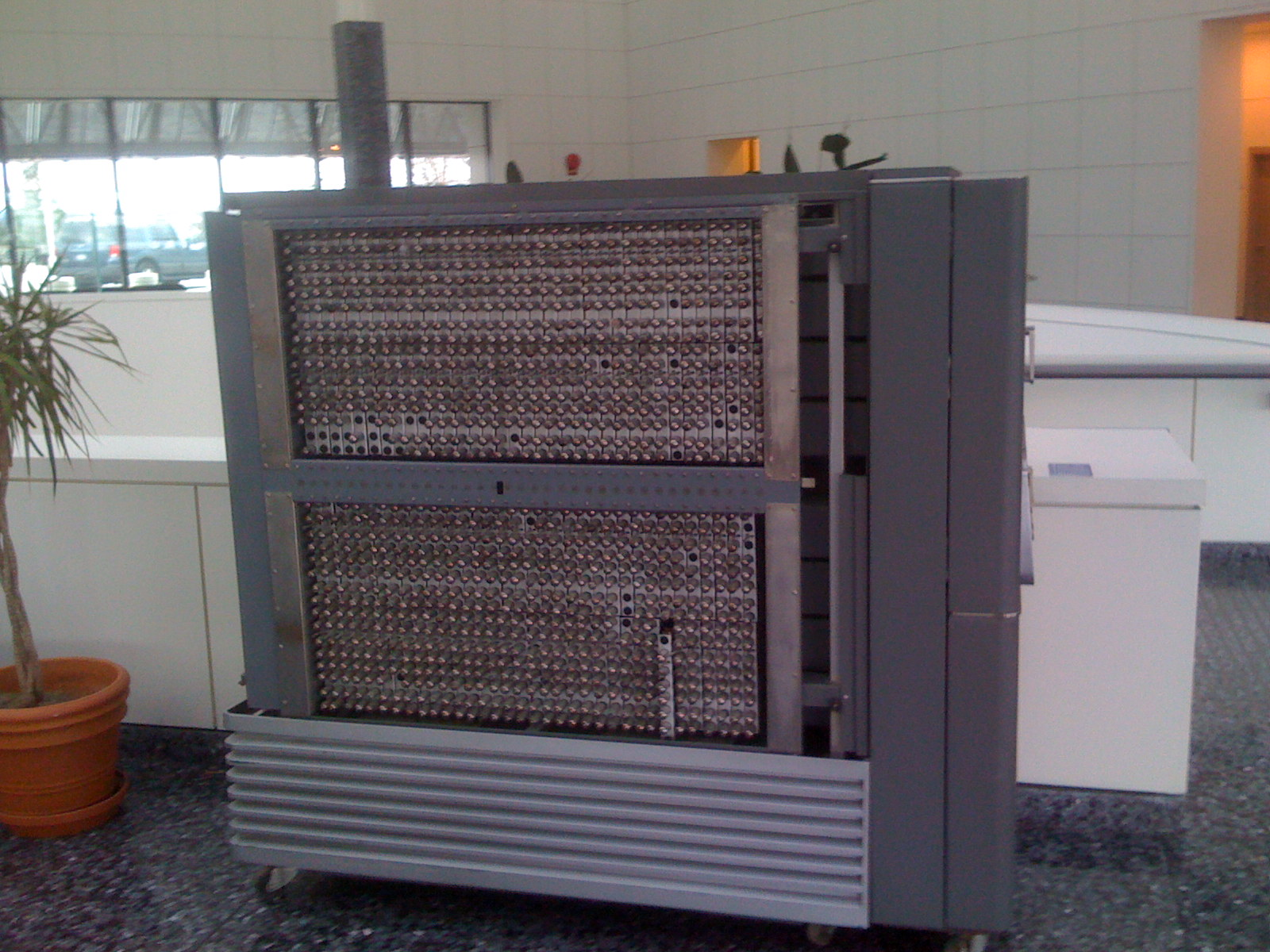
Procesor

IBM 701 – pierwszy komercyjny komputer firmy IBM przeznaczony do zadań naukowych, wszedł do sprzedaży 23 kwietnia 1952. Produkowano także „biznesowe” odmiany tego komputera: IBM 702 i IBM 650. Pamięć komputera zbudowana była z 72 lamp elektronowych pamięciowych tzw. „Williams tubes” o pojemności 1024 bitów każda, dając łączną pojemność 2048 36-bitowych słów. Każda z nich miała ekran średnicy trzech cali (ok. 7,5 cm), istniała możliwość rozszerzenia pamięci do 4096 36-bitowych słów. Sprzedano 19 komputerów tego typu.

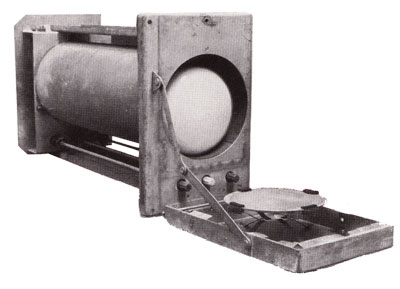
Lampa Williamsa-Kilburna była zdolna do przechowywania danych w postaci binarnej